# Pablo Fernando Hernández Roetti
Pablo Fernando Hernández Roetti, conhecido mais como Hernández, (Montevidéu, 05 de maio de 1975) é um ex-jogador de futebol uruguaio.

## Carreira
Hernandez integrou a Seleção Uruguaia de Futebol na Copa América de 1997.

## Títulos
CF Pachuca
- Campeão mexicano: Inverno 1999